# أنطون بيترز
انطون بيترز (بالإنجليزية: Anton Peters)‏ (و. 1923 – 1989 م) هو مخرج مسرحي، ومخرج تلفزيوني، وممثل، ومخرج سينمائي، من بلجيكا، توفي عن عمر يناهز 66 عاماً.

## وصلات خارجية
- أنطون بيترز على موقع IMDb (الإنجليزية)
- أنطون بيترز على موقع ألو سيني (الفرنسية)
- أنطون بيترز على موقع ميوزك برينز (الإنجليزية)
- أنطون بيترز على موقع ديسكوغز (الإنجليزية)
- أنطون بيترز على موقع كينوبويسك (الروسية)